# Carné de baile

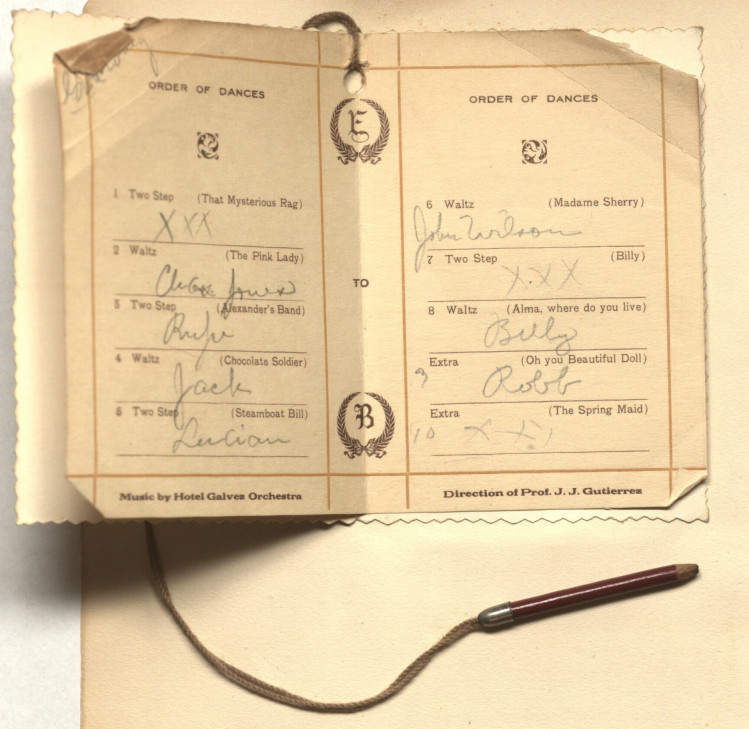
Carné de baile donde están anotadas las piezas musicales y el caballero que será la pareja

El carné de baile es un tarjetón doblado o un librillo de tamaño pequeño impreso con algunos datos y adornos, que fue indispensable para las damas que asistían a los bailes aristocráticos o de familias importantes del siglo XIX y comienzos del XX; por lo general tenía ya escrito el nombre de las piezas musicales programadas, a continuación de los cuales la dama iba escribiendo el nombre del caballero que le pedía bailar con él ese determinado número.

## Contexto histórico
A lo largo del siglo XIX y primer tercio del XX existió la costumbre, por parte de la vieja aristocracia y la nueva sociedad formada por la burguesía, de ofrecer a amigos y conocidos grandes recepciones cuyo atractivo principal era el baile. Se contrataba a los músicos y se preparaba el mejor y mayor salón que tuviera la casa. Eran bailes de sociedad que podían ser públicos cuando se daban en los casinos de recreo o los liceos o incluso en determinados teatros. A veces se celebraban bailes de máscaras o mascaradas incluso fuera de los días de Carnaval.

### El baile

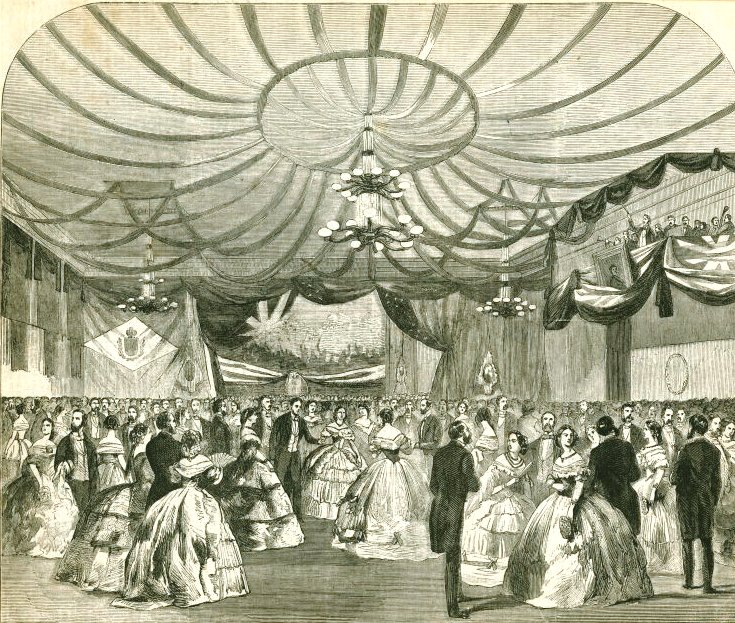
Baile en Tammany Hall, Nueva York, el 9 de enero de 1860, en conmemoración del aniversario de la batalla de Nueva Orleans"

Los preparativos para el evento y el baile en sí seguían  estrictas normas de cortesía y protocolo; basados en los bailes que daba la familia real, comenzaba y terminaba la temporada a la par. Las vestimentas tanto de mujeres como de hombres estaban reguladas y los objetos accesorios también. Las telas, los colores y las hechuras variaban según la edad. Los zapatos se hacían de  raso del mismo color del traje y los guantes solían ser de tonos claros y era costumbre llevarlos puestos toda la noche. Otros complementos indispensables eran el pañuelo, el abanico y el carné de baile para las damas.  

## El carné de baile
Era un complemento imprescindible. Los había de diferentes modelos y materiales y aunque a veces ya estaban escritas en alguna de sus hojas las piezas de música que se iban a interpretar era casi una excepción pues lo más común es que cada persona escribiera tanto  el título del baile como su correspondiente partenaire. El carné tenía el añadido de un lápiz que colgaba de un cordón o cinta. Los materiales variaban y tenían mucho que ver con la posición económica y el estado civil de la dama: los carnés de nácar eran para la solteras, los de marfil para las casadas y los de azabache para las viudas. De esa manera el pretendiente sabía de antemano con quien trataban. Los más sencillos eran de cartón y se usaban una sola vez; los había también más elegantes, de plata. Algunos se encargaban y personalizaban pero por lo general se compraban en las tiendas especializadas. A menudo formaban parte de un conjunto, un juego que consistía en una agenda, un monedero, un libro devocionario y el propio carné todo ello metido en un vistoso estuche bien rematado y forrado de seda.
Las normas para el uso del carné eran inapelables. Cuando la dama escribía en sus páginas el nombre del candidato no se podía volver atrás bajo ninguna excusa. El caballero también tenía una agenda donde anotar el nombre de la dama correspondiente para no equivocarse y llegar seguro a la cita.

Diversos carnés de baile
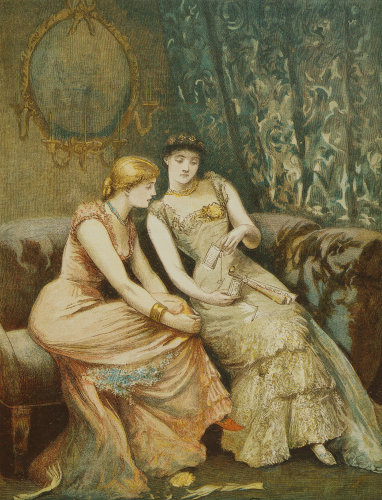
Conversación sobre el carné de baile. Preparativos para un baile, 1882
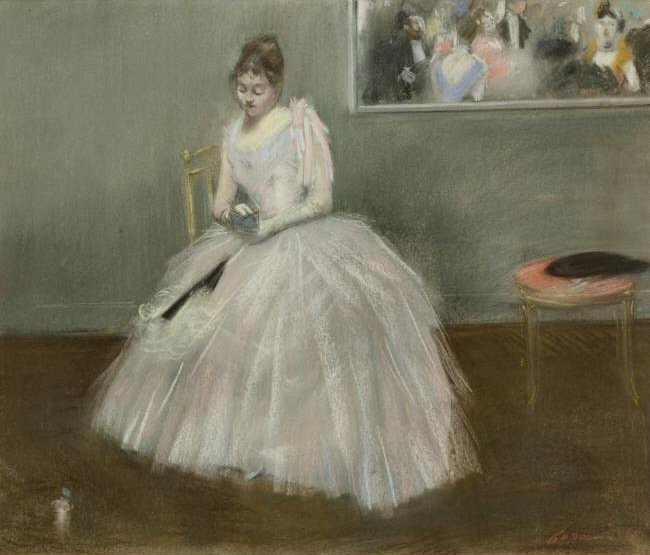
Le Carnet de bal de Jean-Louis Forain
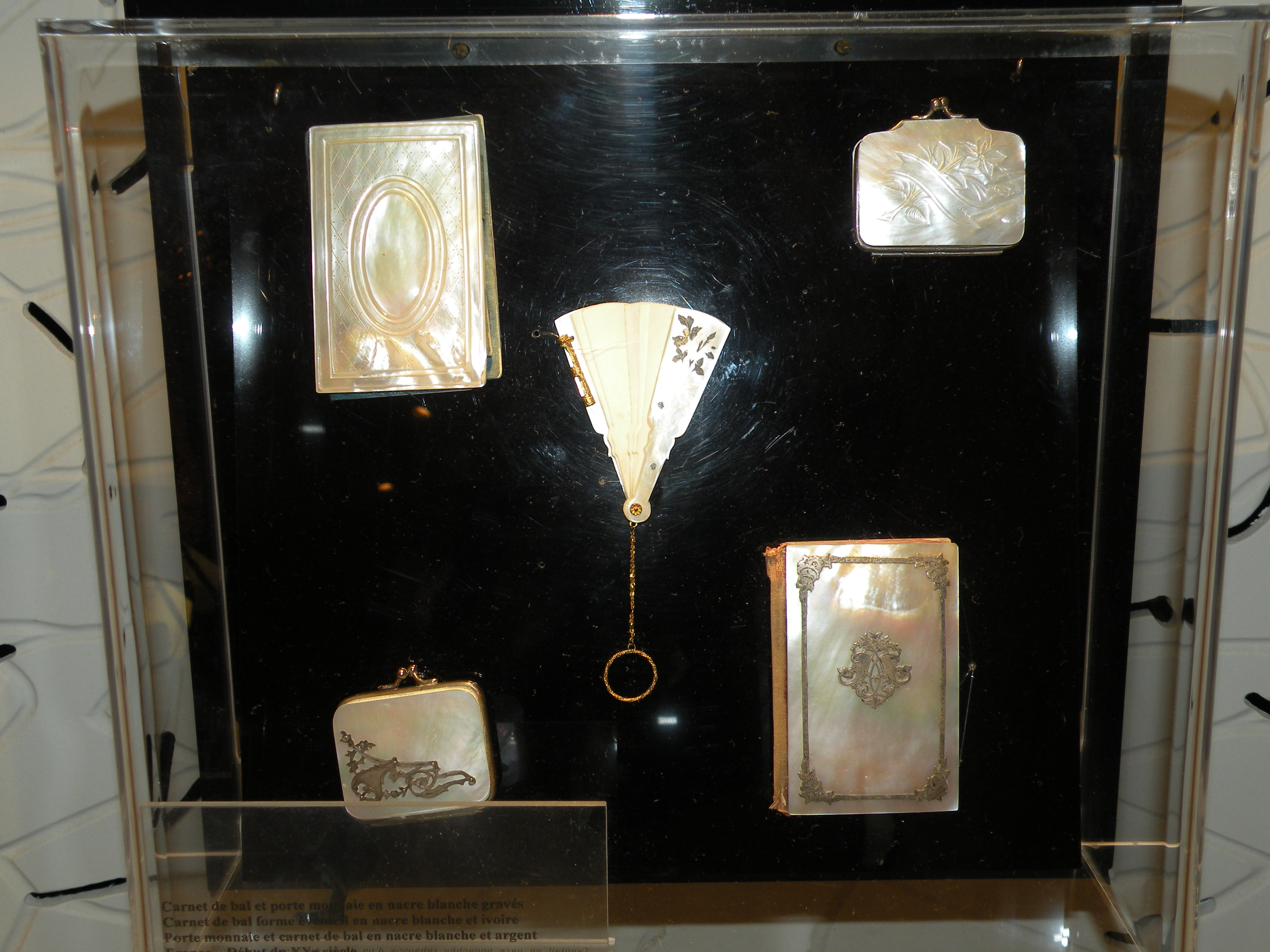
Dos carnés, un abanico y dos monederos en nácar
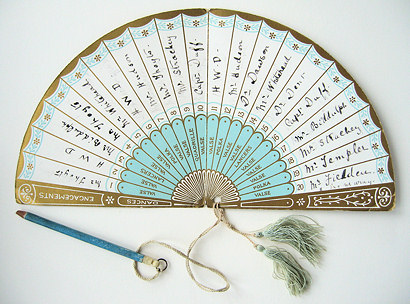
Carné de baile en forma de abanico